# Prva dama Severne Koreje
Prva dama Severne Koreje je žena voditelja Demokratične ljudske republike Koreje. 
Položaj je bil vzpostavljen 17. decembra 1963, med takratno vladavino Kim Il-sunga - prva dama je postala njegova žena Kim Song-ae. Za Il-sungom je položaj prevzel njegov sin Kim Džong-il. Položaj je bil nezaseden, saj je imel v različnih časovnih obdobjih več partneric, od tega dve ženi. Naslov prve dame je bil znova (prvič po letu 1974) uporabljen 15. aprila 2018, tekom medkorejskega vrha 2018 - prejela ga je žena Kim Džong-una, Ri Sol-džu.

## Seznam
| #    | Ime         | Obdobje           | Obdobje         | Voditelj države |
| #    | Ime         | Začetek           | Konec           | Voditelj države |
| ---- | ----------- | ----------------- | --------------- | --------------- |
| 1.   | Kim Song-ae | 17. december 1963 | 15. avgust 1974 | Kim Il-sung     |
| brez | brez        | 15. avgust 1974   | 15. april 2018  | Kim Džong-il    |
| 2.   | Ri Sol-džu  | 15. april 2018    | danes           | Kim Džong-un    |